# 琴斯托霍瓦縣

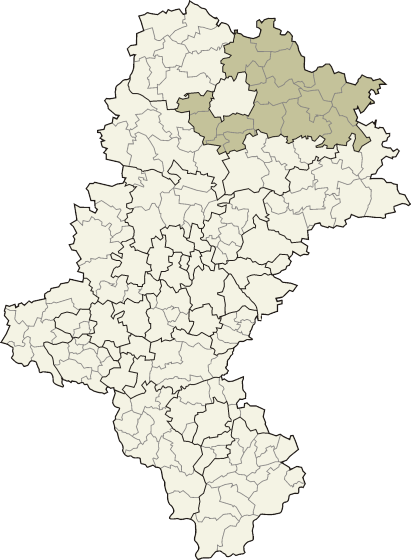

50°48′N 19°7′E / 50.800°N 19.117°E
琴斯托霍瓦縣（波蘭語：Powiat częstochowski），是波蘭的縣份，位於該國南部，由西里西亞省負責管轄，首府設於琴斯托霍瓦，面積1,519平方公里，2006年人口133,553，人口密度每平方公里88人。